# Ergatettix callosus
Ergatettix callosus är en insektsart som först beskrevs av Hancock, J.L. 1915.  Ergatettix callosus ingår i släktet Ergatettix och familjen torngräshoppor. Inga underarter finns listade i Catalogue of Life.